# Ariège (departma)
Ariège (francoska izgovorjava: [aʁjɛʒ]; okcitansko Arièja, okcitanska izgovorjava: [aɾiˈɛdʒɔ]) je departma v jugozahodni Franciji, v regiji Oksitanija. Ime je dobil po reki Ariège, glavno mesto pa je Foix. Ariège je znan po svoji podeželski krajini, leta 2016 je v njem živelo 153.067 prebivalcev. INSEE in poštna številka sta 09, od tod neuradno ime le zéro neuf . Prebivalci departmaja so znani kot Ariègeois ali Ariègeoises .

## Zgodovina
Ariège je eden od prvotnih 83 departmajev, nastalih v času francoske revolucije 4. marca 1790, na podlagi zakona z dne 22. decembra 1789. Ustvarjen je bil iz grofij Foix (Languedoc) in Couserans (Gaskonja).
Generalnemu svetu je bila vložena zahteva za preimenovanje departmaja v Ariège-Pyrénées . Po mnenju zagovornikov tega projekta bi beseda "Pireneji" bolje umestila departma za promocijo po vsej Franciji. Zahteva je bila zavrnjena.
Foix je upravno središče Arièga. To je starodavno srednjeveško mestece s trdnjavo Château de Foix, ki stoji na griču nad njim. Trdnjava je bila večkrat napadena, ne da bi jo zajeli, vključno s poskusom Simona de Montforta. Uporabljali so jo tudi kot zapor, na stenah celic pa je še vedno mogoče videti imena angleških vojnih ujetnikov. Drug znani grad v Ariègeu je grad Montségur, ki stoji na skalnem pomolu na višini 1200 metrov. Med albižansko križarsko vojno in obleganjem leta 1244 je bil grad večinoma uničen, več kot dvesto katarskih duhovnikov je bilo na grmadi zažganih kot heretiki. Grad so v naslednjih tristo letih postopoma obnavljali.
V začetku 17. stoletja je bilo območje opustošeno zaradi huguenotskih uporov protestantov proti katoličanom. Leta 1621 so sile hugenotov porušile cerkev v La Tour-du-Crieu. Leta 1629 je Pamiers odpustošil Henrik Condé zaradi vstaj in v mestu pustil več sto mrtvih. To je bilo tudi obdobje, v katerem so samostani v Foixu, Tarascon-sur-Ariège, Saint-Gironsu, Saverdunu in Le Mas-d'Azil požgali in uničili.
19. stoletje je bilo čas močne industrijske rasti, ki jo je v Ariègeu podpirala obilna oskrba z vodo. Departma je imel tudi koristi od svojih pomembnih zalog železove rude. Rast industrije na osnovi železa je bila značilnost obdobja z ustanovitvijo obrata za proizvodnjo jekla v Pamiersu leta 1817. To je že od nekdaj glavno gonilo lokalnega gospodarstva. Drugi reprezentativni primeri industrije železa, ki se je razvila v Ariègeu, so kovačije v  Montgaillardu in plavži v Tarascon-sur-Ariège.
Dodatni del industrijskega razvoja departmaja sta bili papirna industrija v Saint-Gironsu in tekstilna industrija v Pays d'Olmesu. Spremembe zakonov o gozdovih leta 1829 so povzročile upor kmetov, ki so se preoblekli v ženske in se uprli izgubi pravice do uporabe gozdov .
Kraji posebnega zgodovinskega pomena, ki so omembe vredni so: Pamiers, ki gosti veliko trgovsko središče in tri cerkve, Mirepoix, srednjeveško mesto in Saint-Lizier, ki leži na vrhu hriba z vijugastimi ulicami, lepimi razgledi in cerkvijo s samostanom. Saint-Girons je kmetijsko središče s sobotno tržnico.

## Geografija
Departma je del sedanje regije Oksitanije in ga obkrožajo francoski departmaji Haute-Garonne na zahodu in severu, Aude na vzhodu in Pyrénées-Orientales na jugovzhodu, pa tudi Španija (Lleida) in Andora na jugu.
Zajema površino 4.890 km² in je razdeljen na tri okrožja: Foix, Pamiers in Saint-Girons.
Sestavljen je iz 13 kantonov, 327 komun. Leta 2009 je bil ustanovljen Regionalni naravni park Ariège Pireneji, ki pokriva približno 40 % površine departmaja Ariège.

### Naravne enote
Obstajajo tri glavne geografske enote: 
Planota Ariège
Sever sestavljajo nižine, hribi in nizke doline, kjer prevladuje kmetijstvo. Del Lauragaisa pokriva severovzhod departmaja. Dve glavni reki, Ariège in Lèze, prečkata ravnico od juga proti severu. Pokrajina žitnih polj prevladuje, gojijo pa tudi sladko koruzo in sončnice ter travinje.
Pirenejsko vznožje
To območje vključuje pogorje Plantaurel in predgorje Pirenejev pod 1000 m višine. Različne so geološke strukture: dolina Foix s svojo granitno gorsko pokrajino in regija Lavelanet z laporjem in apnenci.
Visoki Ariège
Prevladujejo Pireneji nad 1000 m nadmorske višine, ki tvorijo mejo med Francijo in Španijo. Pica d'Estats (3143 m), Montcalma (3077 m) in Pic de Sotllo (3072 m) so najvišje točke departmaja. Ti vrhovi so dobro vidni iz Toulousa.
V pokrajini prevladujejo gozdovi iglavcev, v sožitju s drevesi s trdim lesom, kot so kostanj, navadna robinija, jerebika in bukev.
Obstaja na stotine kilometrov dobro označenih poti, ki omogočajo raziskovanje čudovitih pirenejskih gora. Visoke gore so lahko dostopne po dobrih cestah, žičnicah ali peš. Obstajajo številna prenočišča, ki zagotavljajo namestitev v gorah, ki so udobne, tople in z dobrimi obroki. Obstajajo tudi številna jezera s sladko vodo, ki ponujajo različne dejavnosti, vključno hojo, plavanje, ribolov, veslanje in piknike.
Obstaja več smukaških prog, tri največja so Ax-Bonascre, Les Monts D'Olmes in Guzet-Neige. Veliko je smučarskih središč, eno najboljših je na Plateau de Beille v bližini Les Cabannes. Ariège je ena najmanj poseljenih in najbolj neokrnjenih regij Francije. Domačini ohranjajo tradicije, zlasti stare tehnike kmetovanja. Posledično je zaradi manjše uporabe insekticidov rastlinstvo in živalstvo na območju  raznoliko in številčno. Metulji so pogosti, ptice pa številne; še posebej opazne so velike plenilke, vključno s čudovitimi beloglavi jastrebi.
V dolinah blizu meje departmaja s Španijo je veliko neokrnjenih vasi in zaselkov - Seix, Cominac in Aulus-les-Bains so primeri - skupaj s slikovitimi gorskimi vasmi, predvsem Aleu, ki zaživi v prazničnem času.

### Podnebje
Ariège stoji na vzhodni meji prevladujočih oceanskih padavin, vendar se čutijo tudi drugi vplivi:
- Sredozemsko morje - še posebej vidno v vegetaciji vznožja in doline reke Ariège proti Tarasconu in deželi Sault.
- Celinsko - v Pirenejskih dolinah, s številnimi nevihtami in velikimi temperaturnimi razlikami podnevi in ponoči.

Poletne suše ni veliko, saj pretok zraka s severozahoda prinaša dež skozi vse leto. Padavine so na vznožju in v nekaterih zaščitenih dolinah zmerne, od 700 do 1000 mm na leto, vendar se v višjih dolinah z višino med 1000 in 1800 mm znatno povečajo. Pobočja, ki so izpostavljena severozahodu, kot sta Aulus in Orlu, so najbolj vlažna, skupaj s čelnimi grebeni, ki se srečujejo s pretokom zraka z jugozahoda (povzročajo fen učinek). Snežna odeja je običajna na 1000 metrih, več mesecev pa traja nad 1500 do 2000 metri. Obstaja več kot 2500 m perglacialnih območij, a edini pravi ledenik v Ariègeu je Mont Valier, blizu Castillon-en-Couserans.
Temperature so v vznožju blage, predvsem v mestu Foix (400 metrov), povprečje je 5 ° C v januarju in 19 ° C v juliju. Vendar z višino hitro upadajo, npr. pri l'Hospitalet-près-l'Andorre (1430 m) je 0 ° C v januarju in 14 ° C v juliju.

## Gospodarstvo
Departma Ariège je pretežno kmetijsko območje, saj so tla bogata in rodovitna. Več kot 50 % Arièga je gorato, gozdovi prekrivajo 490.965 hektarjev.
V dolinah Ax je pridobivanje lojevca najbolj značilna dejavnost. Za predelavo v Luzencu skrbi Carrière de talc de Trimouns, ki je največji proizvajalec v regiji (400.000 ton na leto).
To industrijo dopolnjuje turizem. Zimska športna letovišča so Ax 3 Domaines, Ascou-Pailhères, Plateau de Beille, Le Chioula in Goulier Neige.
Na območju Lavelaneta je bila pomembna tekstilna industrija, vendar se je večji del industrije preselil iz države. Kar nekaj podjetij je poskušalo vztrajati ob konkurenci zaradi nižje stroškovne delovne sile v vzhodni Evropi in Aziji. V opuščenih tovarnah so se namestili novi obrtniki, kot je pivovarna Le Grand Bison, ki že nekaj let deluje in šteje zlata in srebra odličja za svoje pivo.
Na področju Pamiersa so metalurgija, letalstvo in kemija glavne industrije. Metalurgija v tovarni Aubert & Duval proizvaja odkovke za vesoljsko in energetsko industrijo. Več podjetij je zunanjih sodelavcev letalskih družb, na primer Recaero in Maz'Air, sodeluje s proizvajalci letal. Kemijo zastopa industrija barv z Alliance Maestria, ki vključuje več podjetij, ki izdelujejo barvo za karkoli, od zgradb do letal. V istem sektorju Etienne Lacroix v občini Mazères proizvaja predvsem pirotehniko.
Na območju Saint-Girons je industrija v zatonu. Zastopana je predvsem s proizvodnjo papirja.
Hidroelektrarne Ariège predstavlja približno petino pirenejske proizvodnje. Hidroelektrarna v Astonu ima največjo letno proizvodno zmogljivost na Pirenejih (392 milijonov kWh). Z Orlujem in L'Hospitalet-près-l'Andorre imajo največje zmogljivosti v departmaju in podpirajo mesto s 600.000 prebivalci. Energijo uporabljajo tudi veliki industrijski obrati.